# Leonhard Hilpert

Leonhard Hilpert

Leonhard Hilpert (* 30. April 1852 in Obersulzbach; † 27. März 1934 in Windsheim) war Metzger und Mitglied des Deutschen Reichstags.

## Leben
Hilpert besuchte die Volksschule und erlernte das Metzgerhandwerk. Er war von 1868 bis 1877 in der Fremde zu seiner geschäftlichen Ausbildung tätig, so in Würzburg, Frankfurt am Main und Hamburg. 1877 gründete er sein eigenes Geschäft in Windsheim und verkaufte dasselbe nach 22-jähriger erfolgreicher Tätigkeit im Oktober 1899. Weiter war er Mitbegründer verschiedener Kreditvereine (Raiffeisenvereine) und Begründer und erster Vorstand des Bauernvereins für Uffenheim-Windsheim und Umgebung. Ab 1893 war er Mitglied des Gemeindekollegiums der Stadt Windsheim.
Von 1893 bis 1912 war er Mitglied des Deutschen Reichstags für den Wahlkreis Mittelfranken 6 (Rothenburg ob der Tauber, Neustadt an der Aisch) und den Bayerischen Bauernbund. Zwischen 1899 und 1911 war er auch Mitglied der Bayerischen Kammer der Abgeordneten.
Sein Sohn Hans Hilpert war auch bayerischer Landtagsabgeordneter.